# Sevelen
Sevelen är en ort och kommun i distriktet Werdenberg i kantonen Sankt Gallen, Schweiz. Kommunen har 5 392 invånare (2023).